# IND第二大道線
IND第二大道線（英語：IND Second Avenue Subway），俗稱為第二大道線，大都會運輸署（MTA）簡稱SAS，是美國紐約地鐵一條在曼哈頓東城第二大道下方行駛的地鐵路線。此新線的第一期在曼哈頓的上東城地區設有三個新車站，2017年1月1日啟用。依據計畫，第二大道線全線將會分三個階段興建，最終連接125街至漢諾威廣場。全線全長8.5英里（13.7），設有16個車站，預計每日將有56萬人次搭乘，耗資超過170億美元。
路線起初在1920年提出，是後來的獨立地鐵系統（IND）大規模擴展的一部分，雖然因總總因素導致此計劃被取消，但因預期第二大道線的興建將可取而代之，故與之平行的高架鐵路，IRT第二大道線及IRT第三大道線分別在1942年和1955年拆除。第二大道線的工程在1972年作為行動計劃的一部分開工，但在1975年因為城市面臨財政危機而停止，只留下幾小段完工的隧道。工程制訂了財務安全的計劃後於2007年4月恢復施工。路線第一期，包括96街、86街及72街車站，隧道全長2英里（3.2），花費44.5億美元。第二期計畫路線由96街至125街，長1.5英里（2.4），預計耗費60億美元，目前正在規劃中，預計在2027至2029年通車。
第一期全時段通行Q線列車，在尖峰時段通行部分N線和R線列車。第二期計畫將路線由96街延長至125街，屆時Q線和部分N線將同時延長至125街。第三期通車後，T線列車將由125街開往豪斯頓街。T線在第四期通車後再延長至漢諾威廣場。T線將以綠松石色顯示，因為該線將以第二大道線通過曼哈頓中城。

## 服務
以第二大道線通過曼哈頓中城的列車以綠松石色顯示。以下使用全部或部分第二大道線：

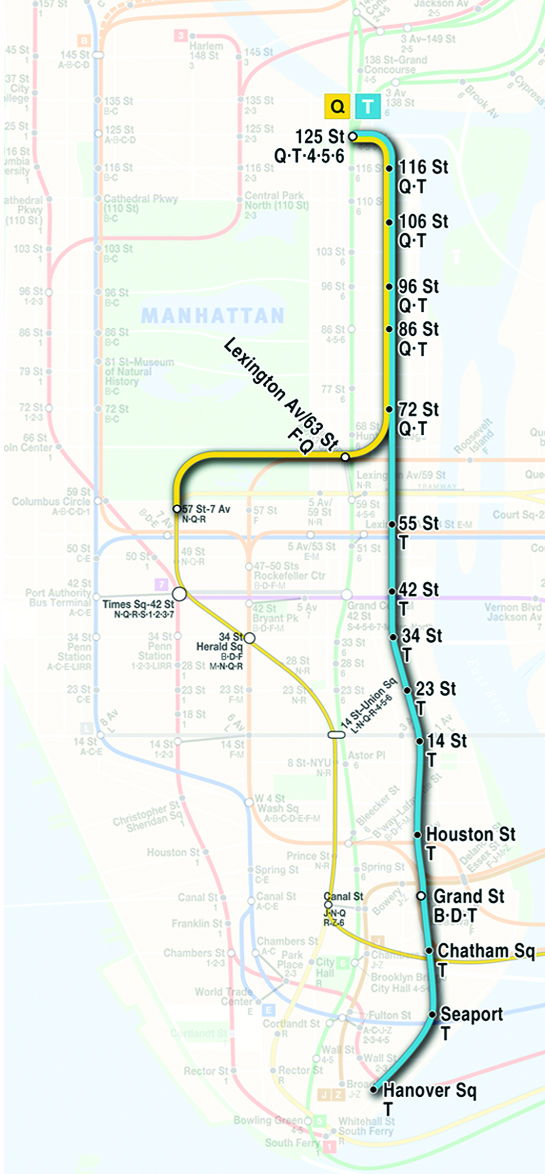
第四期完工後Q線與T線在曼哈頓段計劃中的路線圖。T線最終將服務整條125街至漢諾威廣場的路線，而Q線將服務72街至125街。

|           | 時段                     | 路段  |
| --------- | ------------------------ | ----- |
| "N" train | 繁忙時段（有限度服務）   | 第1期 |
| "Q" train | 任何時候                 | 第1期 |
| "R" train | 繁忙時段（一班北行列車） | 第1期 |

### 第一期
第二大道線第一期在2017年1月開放，完全於曼哈頓行駛。第一期於65街至105街之間在第二大道下方行駛，並設有72街、86街及96街三個車站。該期全線都是雙線軌道，軌道分別位於平行的隧道，由隧道鑽挖機鑽挖。各車站月台都是島式月台。兩條軌道自96街繼續向北延伸為儲車軌道，直至105街終止。
第二大道線與BMT百老匯線途經63街線使用目前的連接線連接，Q線、部分N線和R線自57街-第七大道向北行駛，在中央公園下方轉向東到63街線。Q線、部分N線和R線列車之後停靠萊辛頓大道-63街車站，並設有與F線的跨月台轉乘，並在65街匯合第二大道線。這連接線也是雙線軌道的。北行63街連接線向下沉至第三期計劃隧道水平下方，為連接線與第二大道線預留未來的立體交匯。

## 歷史
早在20世紀初期，曼哈頓已經有幾條高架鐵路，其中就包括了第二大道高架鐵路線，以及第三大道高架鐵路線。由於嚴重影響交通加上不堪噪音滋擾，紐約市民皆希望兩條高架鐵路可以改建為地下鐵。
1929年，包括興建第二大道地鐵線和延長其他路線的計劃藍圖正式提出，但是因為美國經濟大蕭條，此計劃被迫取消。在第二次世界大戰之后，私人汽車使用比例逐步升高，美國政府對於交通方面的政策轉向積極建設公路，而鐵路等大眾運輸建設便遭到擱置。
1940年，第二大道高架鐵路停止運營。而後在1953年，第三大道高架鐵路的曼哈頓段也停止運營，僅剩下的縱貫地鐵線萊辛頓大道線（4、5、6號線）旅客量大幅增加，人滿為患；另因為整個紐約地鐵系統已經有40多年歷史，老舊的線路開始需要翻新的工作，因此新增地鐵線網路的計畫就擱置下来。由於韓戰及越戰嚴重影響美國經濟，這類的重大工程皆無法及時動工。
1966年前後，紐約市重新提出了另外一個第二大道地鐵計畫，該計劃包含了一條由下城地區通向哈林區的新地鐵線。在70－80街地區則會另外建設一條延長線往皇后區。1970年代，地鐵工程於四個地區開始動工，分別為116街、99街、2街和唐人街（從堅尼路到皮魯街，包厘街下面），但因為美國面臨石油危機，此工程亦被迫取消。
2007年工程恢復進行，2017年1月1日，第二大道地鐵自96街起開通一期路線，正式投入營運。

## 車站列表
第一期有三個車站，2017年1月1日開放。第二期預計將增加三個車站（包括一個可與現有車站轉乘）；第三期再加設六個（包括四個轉乘）；第四期再加設四個（包括一個轉乘）。
| 車站服務圖例   | 車站服務圖例              |
| -------------- | ------------------------- |
| 任何時候停站   | 任何時候停站              |
| 僅繁忙時段停站 | 僅時段停站                |
| 車站已關閉     | 車站已關閉                |
| 時段資料       |                           |
|                |                           |
| 無障礙設施     | 車站符合ADA標準           |
| ↑              | 車站在指定方向符合ADA標準 |
| ↓              | 車站在指定方向符合ADA標準 |
|                | 升降機只到夾層            |

| 鄰里 （大約）        | 無障礙設施                                                   | 中文站名           | 英文站名           | 期數               | 服務               | 啟用               | 轉乘及註釋 |                   |
| 預留沿125街再擴展    | 預留沿125街再擴展                                            | 預留沿125街再擴展  | 預留沿125街再擴展  | 預留沿125街再擴展  | 預留沿125街再擴展  | 預留沿125街再擴展  | 預留沿125街再擴展 | 預留沿125街再擴展 |
| -------------------- | ------------------------------------------------------------ | ------------------ | ------------------ | ------------------ | ------------------ | ------------------ | --- | ----------------- |
| 東哈萊姆/哈萊姆      | 無障礙設施                                                   | 哈萊姆-125街       |                    | 2                  |                    | 2027–2029（預計）  | 4，5，6，與<6> 線（IRT萊辛頓大道線），萊辛頓大道及125街 M60選擇巴士服務往拉瓜迪亞機場 連往哈萊姆-125街（大都會北方鐵路） N線、Q線列車（第二期）及T線列車（第三期）北端總站                      |                   |
| 東哈萊姆             | 預留延長至布朗克斯                                           | 預留延長至布朗克斯 | 預留延長至布朗克斯 | 預留延長至布朗克斯 | 預留延長至布朗克斯 | 預留延長至布朗克斯 | 預留延長至布朗克斯 |                   |
| 東哈萊姆             | 無障礙設施                                                   | 106街              |                    | 2                  |                    | 2027–2029（預計）  | M15選擇巴士服務，只限南行 位於115街至120街未使用的隧道之中 |                   |
| 東哈萊姆             | 無障礙設施                                                   | 106街              |                    | 2                  |                    | 2027–2029（預計）  | M15選擇巴士服務，只限南行 |                   |
| 上東城（約克維爾）   | 無障礙設施                                                   | 96街               |                    | 1                  | N Q R              | 2017年1月1日       | M15選擇巴士服務，只限南行 N線、Q線及R線列車（第一期）北端總站 |                   |
| 上東城（約克維爾）   | 無障礙設施                                                   | 86街               |                    | 1                  | N Q R              | 2017年1月1日       | M15選擇巴士服務，只限南行 M86選擇巴士服務 |                   |
| 上東城（萊諾克斯山） | 無障礙設施                                                   | 72街               |                    | 1                  | N Q R              | 2017年1月1日       | M15選擇巴士服務，只限南行 |                   |
| 上東城（萊諾克斯山） | Q線、有限度服務N線及R線途經BMT 63街線往BMT百老匯線（第一期） |                    |                    |                    |                    |                    | |                   |
| 上東城（萊諾克斯山） | T線列車繼續沿第二大道南下（第三期）                          |                    |                    |                    |                    |                    | |                   |
| 東中城               | 無障礙設施                                                   | 55街               |                    | 3                  |                    |                    | E與M 線（IND皇后林蔭路線），萊辛頓大道-53街 4，6，與<6> 線（IRT萊辛頓大道線），51街 M15選擇巴士服務，只限南行                                                                                   |                   |
| 烏龜灣               | 無障礙設施                                                   | 42街               |                    | 3                  |                    |                    | 7 與<7> 線（IRT法拉盛線） S 線（IRT 42街接駁線） 4，5，6，與<6> 線（IRT萊辛頓大道線），大中央-42街 連往大中央總站（東城連接線計劃完工可轉乘大都會北方鐵路及長島鐵路） M15選擇巴士服務，只限南行 |                   |
| 梅利山               | 無障礙設施                                                   | 34街               |                    | 3                  |                    |                    | M34及M34A選擇巴士服務在東34街往東河渡輪，轉乘美鐵、新澤西交通及長島鐵路，賓州車站 M15選擇巴士服務，只限南行                                                                                     |                   |
| 基普斯灣             | 無障礙設施                                                   | 23街               |                    | 3                  |                    |                    | M15選擇巴士服務，只限南行 M23選擇巴士服務 |                   |
| 東村                 | 無障礙設施                                                   | 14街               |                    | 3                  |                    |                    | L 線（BMT卡納西線），第三大道 M15選擇巴士服務，只限南行 |                   |
| 東村                 | 無障礙設施                                                   | 豪斯頓街           |                    | 3                  |                    |                    | F 與<F> 線（IND第六大道線），第二大道 M15選擇巴士服務，只限南行 T線列車南行總站（第三期） |                   |
| 華埠                 | 無障礙設施                                                   | 格蘭街             |                    | 4                  |                    |                    | B D 線（IND第六大道線），格蘭街 |                   |
| 華埠                 | 無障礙設施                                                   | 且林士果           |                    | 4                  |                    |                    | 在沃斯街 |                   |
| 金融區               | 無障礙設施                                                   | 海港               |                    | 4                  |                    |                    | M15選擇巴士服務，福爾頓街 |                   |
| 金融區               | 無障礙設施                                                   | 漢諾威廣場         |                    | 4                  |                    |                    | M15選擇巴士服務，在Old Slip T線列車南行總站（第四期） |                   |
| 預留擴展至布魯克林   |                                                              |                    |                    |                    |                    |                    | |                   |

## 备注
1. ↑  通過曼哈頓中城的列車將以綠松石色作為路線顏色。T線在第二大道線第三期通車時服務全線。Q線服務72街至96街之間。部分繁忙時段N線列車和一班R線也停靠72街至96街之間的路線
2. 1 2  粗體顯示的轉乘表示全線興建時將設有閘內轉乘[20]
3. 1 2 3 4 5  不是粗體的轉乘處於「正在衡量」狀態，尚未確定[20]

## 外部連結
- 紐約大都會運輸署（页面存档备份，存于）（英文）
- 紐約地鐵資訊 （页面存档备份，存于）（英文）
- 第二大道地鐵博客網 （页面存档备份，存于）（英文）
- 紐約市捷運局第二大道地鐵網 （页面存档备份，存于）（英文）